# Sahit Prizreni
Sahit Prizreni (ur. 23 lutego 1983 w Kukësie) – albański i od 2015 roku australijski zapaśnik startujący w stylu wolnym. Trzykrotny olimpijczyk. Zajął szesnaste miejsce w Pekinie 2008; siedemnaste w Atenach 2004 w wadze 60 kg i dziewiętnasty w Rio de Janeiro 2016 w kategorii 65 kg.
Na mistrzostwach świata w 2007 roku zdobył brązowy medal w kategorii do 60 kilogramów. Wicemistrz Europy w 2011 roku.